# WSTRN
WSTRN은 영국의 힙합 음악 그룹이다. 2015년 11월 6일 데뷔곡 "In2"을 발매했다. 이 곡은 오직 음원 스트리밍만으로 UK 차트 싱글 부문에서 60위를 했다.